# Öster-Sösjön, Västerbotten
Öster-Sösjön är en sjö i Skellefteå kommun i Västerbotten och ingår i Mångbyåns huvudavrinningsområde. Sjön har en area på 0,108 kvadratkilometer och ligger 36 meter över havet.

## Delavrinningsområde
Öster-Sösjön ingår i det delavrinningsområde (716170-175904) som SMHI kallar för Ovan Svartmorsbäcken. Medelhöjden är 41 meter över havet och ytan är 8,45 kvadratkilometer. Räknas de 2 avrinningsområdena uppströms in blir den ackumulerade arean 21,88 kvadratkilometer. Djupbäcken som avvattnar avrinningsområdet har biflödesordning 2, vilket innebär att vattnet flödar genom totalt 2 vattendrag innan det når havet efter 17 kilometer. Avrinningsområdet består mestadels av skog (70 procent) och sankmarker (13 procent). Avrinningsområdet har 0,19 kvadratkilometer vattenytor vilket ger det en sjöprocent på 2,3 procent.